# Žikarce
Žikarce este o localitate din comuna Duplek, Slovenia, cu o populație de 356 de locuitori.